# Certhidea
Certhidea is  een geslacht van zangvogels uit de grote Amerikaanse familie Thraupidae. Dit geslacht en deze twee soorten behooren tot de zogenaamde darwinvinken die als endemische soorten alleen voorkomen op de Galapagoseilanden.

## Soorten
Het geslacht kent de volgende soorten:
- Certhidea fusca  – Grijze boszangervink
- Certhidea olivacea  – Olijfboszangervink